# Directeur d'hôpital
En France, les directeurs d'hôpital forment un corps de catégorie A+ de la fonction publique hospitalière chargé de la direction stratégique et opérationnelle des établissements publics de santé.  

## Statut

### Histoire et organisation
Les directeurs d'hôpital constituent un corps de catégorie A+ (hauts fonctionnaires) de la fonction publique hospitalière. Ce corps a été créé dans les années 1940 et représente une spécificité française. En effet, dans la plupart des pays européens, les directeurs d’hôpital ne sont tout simplement pas des professions réglementées.  
Ils exercent leurs fonctions dans :
- Les établissements suivants de plus de 250 lits : établissements publics de santé, centres d'accueil et de soins hospitaliers et établissements publics locaux accueillant des personnes âgées ;
- Les syndicats interhospitaliers, les groupements de coopération sanitaire, les groupements de coopération sociale ou médico-sociale et les autres structures de coopération.

Le corps est constitué de trois grades :  
- Un grade de classe normale, qui comprend dix échelons ;
- Un grade hors-classe, qui comprend huit échelons ;
- Un grade de classe exceptionnelle, qui comprend cinq échelons et un échelon spécial.

### Recrutement et formation
On peut accéder au corps de directeur d'hôpital par différentes voies:
- d'abord le concours (externe, interne, 3ème concours) qui entraîne une formation obligatoire de 2 ans à l'EHESP (Ecole des Hautes Etudes en Santé Publique).

Le recrutement dans cette école se fait par voie de concours, accessible aux titulaires d’un diplôme de niveau licence. Les épreuves, fixées par le ministère chargé de la santé, sont essentiellement composées de droit, de sciences sociales et d’économie. Ainsi, en 2018, plus de 62 % des lauréats étaient diplômés d’un institut d'études politiques.
Le décret no 2014-1706 du 30 décembre 2014 a modifié le décret no 2005-921 du 2 août 2005 portant statut particulier du personnel de direction. Il a notamment mis en place un troisième concours, comme pour l'ENA. De ce fait, la répartition des places offertes est modifiée.
À compter de 2015, elle est désormais la suivante ; le nombre de postes offerts au concours externe (ouvert aux titulaires d'un diplôme de niveau II) est au plus égal à 60 % du nombre total des postes offerts aux trois concours, 5 à 10 % des places offertes sont proposées au troisième concours (ouvert aux personnes ayant au moins huit années d'activité dans le secteur privé ou bénévole, aux élus et aux représentants syndicaux), le différentiel étant offert au concours interne (réservé aux fonctionnaires et agents publics). En 2015, 80 postes sont ouverts dont 48 au concours externe, 5 au troisième concours et 28 au concours interne. En 2016, ce chiffre est porté à 85 et maintenu les années suivantes. 
Les candidats admis à ces trois concours doivent suivre un cycle rémunéré de formation théorique et pratique d’une durée de vingt-quatre mois organisé par l’École des hautes études en santé publique (EHESP), située à Rennes. La formation comporte plus d'un an de stages dans des hôpitaux français et étrangers, en administration ou bien en entreprise.
- Le tour extérieur: cette possibilité est offerte aux catégories A vérifiant certaines conditions d'ancienneté, ainsi qu'aux médecins (voie minoritaire d'accès). Dans cette voie, la formation n'est que de 3 mois.
- Le détachement (et l'intégration directe): pour tous les corps reconnus comme équivalents par le CNG (Centre National de Gestion), un accès par détachement dans le corps est possible. L'intégration ne sera prononcé sur demande qu'au bout de deux ans au terme d'une formation obligatoire et d'une recommandation par le directeur général de l'hôpital de rattachement.

### Noms des promotions
Les élèves-directeurs d'hôpital votent, au cours de leur scolarité à l'EHESP, pour déterminer le nom de leur promotion. La procédure est généralement décidée en plusieurs tours de scrutin. Celle-ci est souvent baptisée d'après le nom d'une personnalité célèbre ou d'un concept, une organisation ou une date, en lien avec la santé ou non. Les noms des promotions successives sont :
- 1962-1964 : La Rochefoucauld-Liancourt
- 1979-1981 : François Rabelais
- 1980-1982 : Jean Jaurès
- 1989-1991 : Procope
- 1991-1993 : Arthur Rimbaud
- 1992-1994 : Karoshi
- 1993-1995 : Diogène
- 1995-1997 : Luis Morquio
- 1996-1998 : Marcel Proust
- 2000-2002 : Michel Foucault
- 2001-2003 : Nicole Braudeau
- 2002-2004 : La Quarante-et-unième rugissante
- 2003-2005 : Pablo Neruda
- 2005-2007 : Tako-Tsubo
- 2007-2009 : Florence Nightingale
- 2008-2010 : Avicenne
- 2009-2011 : Marie Curie
- 2010-2011 : Georges Canguilhem
- 2011-2012 : François Barré-Sinoussi
- 2012-2013 : Henry Dunant
- 2013-2014 : Séquoia
- 2014-2015 : Denis Mukwege
- 2015-2016 : Simone Iff
- 2016-2017 : Hippocrate
- 2017-2018 : Camille Claudel
- 2018-2019 : Albert Camus
- 2019-2020 : Nicole Girard-Mangin
- 2020-2021 : Louis Lareng
- 2021-2022 : Germaine Poinso-Chapuis
- 2022-2023 : Marie Marvingt
- 2023-2024 : Axel Kahn
- 2024-2026 : Clémentine Vergnaud
- 2025-2027 : Madeleine Riffaud

## Missions
Les directeurs d'hôpital peuvent exercer leurs fonctions en tant que chef d'établissement (environ un cinquième du corps) ou en tant qu'adjoint (environ les quatre cinquièmes du corps).
En tant que chef d’établissement, président du directoire, le directeur d’hôpital a pour mission de conduire la politique générale de l’hôpital. Il assure la gestion de l'établissement et doit en tenir informé le conseil de surveillance. Il doit par ailleurs tenir compte des orientations définies par l’Agence régionale de santé. Le directeur engage sa responsabilité et celle de l’établissement dans tous les domaines touchant à l’organisation des services. Il exerce son autorité sur l'ensemble du personnel. Il est l'ordonnateur de l'état des prévisions de recettes et de dépenses. Il soumet au conseil de surveillance le projet d'établissement qui définit la stratégie de l'hôpital sur plusieurs années. Il est assisté d'un directoire et d'une équipe de direction et travaille en étroite collaboration avec le président de la commission médicale d'établissement (CME) qui représente le corps médical et est le vice-président du directoire.
En tant que directeur adjoint, il appartient à l'équipe de direction et se voit confier la responsabilité de services comme les ressources humaines, les affaires financières, les services économiques et logistiques, les travaux et la maintenance, les affaires médicales et la recherche, les systèmes d’information, les affaires générales, la stratégie, la communication ou encore la qualité.

## Carrière

### Déroulement de carrière
À l'issue de la formation à l'EHESP, les élèves directeurs sont d'abord amenés à occuper des postes de directeur adjoint en centre hospitalier. Ils ont vocation à accéder, au cours de leur carrière, à des postes de chef d'établissement (directeur général). 
La mobilité leur donne également accès aux métiers de la fonction publique d'État ou territoriale par la voie du détachement ou de l'intégration directe : sous-préfet, administrateur de l'Etat, administrateur territorial, conseiller de tribunal administratif et de cour administrative d'appel (magistrat administratif), conseiller de chambre régionale des comptes, commissaire de police, magistrat judiciaire...
Les directeurs d'hôpital peuvent aussi devenir inspecteurs généraux des affaires sociales (IGAS) par le tour extérieur.
Ils peuvent également solliciter leur placement en disponibilité, notamment pour exercer les fonctions de directeur de clinique privée ou d'ESPIC.

### Rémunération et avantages
En contrepartie de leur participation aux astreintes administratives garantissant la continuité du service public hospitalier, les directeurs d'hôpital sont logés par leur établissement ou bénéficient d'une indemnité compensatrice. 
La rémunération comprend le traitement indiciaire de droit commun de haut fonctionnaire et un régime indemnitaire. Les directeurs perçoivent ainsi la prime de fonctions et de résultats (PFR). Des primes supplémentaires peuvent être versées en cas de gestion d'un établissement de grande taille (NBI), de direction commune entre plusieurs établissements ou bien d'intérim de direction. 
Ils perçoivent par ailleurs le complément de traitement indiciaire instauré à la suite du Ségur de la santé.
Aussi, la rémunération mensuelle d'un directeur d'hôpital varie entre 5 400 et 14 800 euros bruts en fonction de l'ancienneté et de l'emploi occupé.